# Melgven
Melgven (bretonisch Mêlwenn) ist eine französische Gemeinde im Département Finistère mit 3388 Einwohnern (Stand 1. Januar 2022).

## Lage
Der Ort liegt im Südwesten der Bretagne etwa acht Kilometer nördlich der Atlantikküste. Nur wenige Kilometer entfernt befinden sich die touristisch bedeutenden Orte Concarneau und Pont-Aven. 

Quimper liegt 22 Kilometer nordwestlich, Lorient 38 Kilometer südöstlich und Brest 70 Kilometer nordwestlich von Melgven.

## Bevölkerungsentwicklung
| Jahr                       | 1962 | 1968 | 1975 | 1982 | 1990 | 1999 | 2007 | 2017 |
| Einwohner                  | 2849 | 3072 | 2403 | 2809 | 2987 | 2947 | 3215 | 3356 |
| Quellen: Cassini und INSEE |      |      |      |      |      |      |      |      |

## Sehenswürdigkeiten
Die Allée couverte von Loch Korrigan ist ein Monument historique und liegt südwestlich von Melgven.
Siehe auch: Liste der Monuments historiques in Melgven

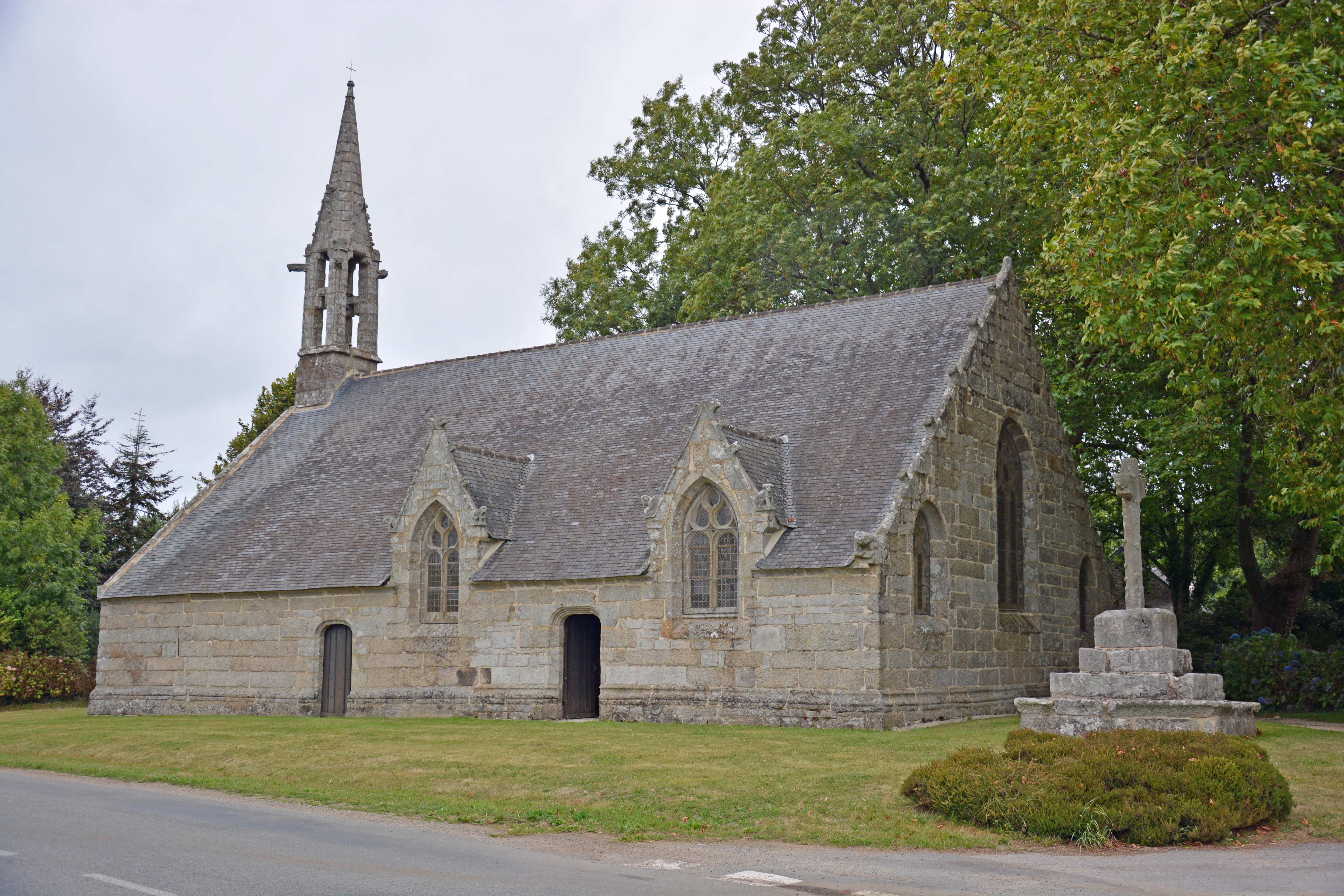
Kapelle Notre-Dame de Coat-an-Poudou
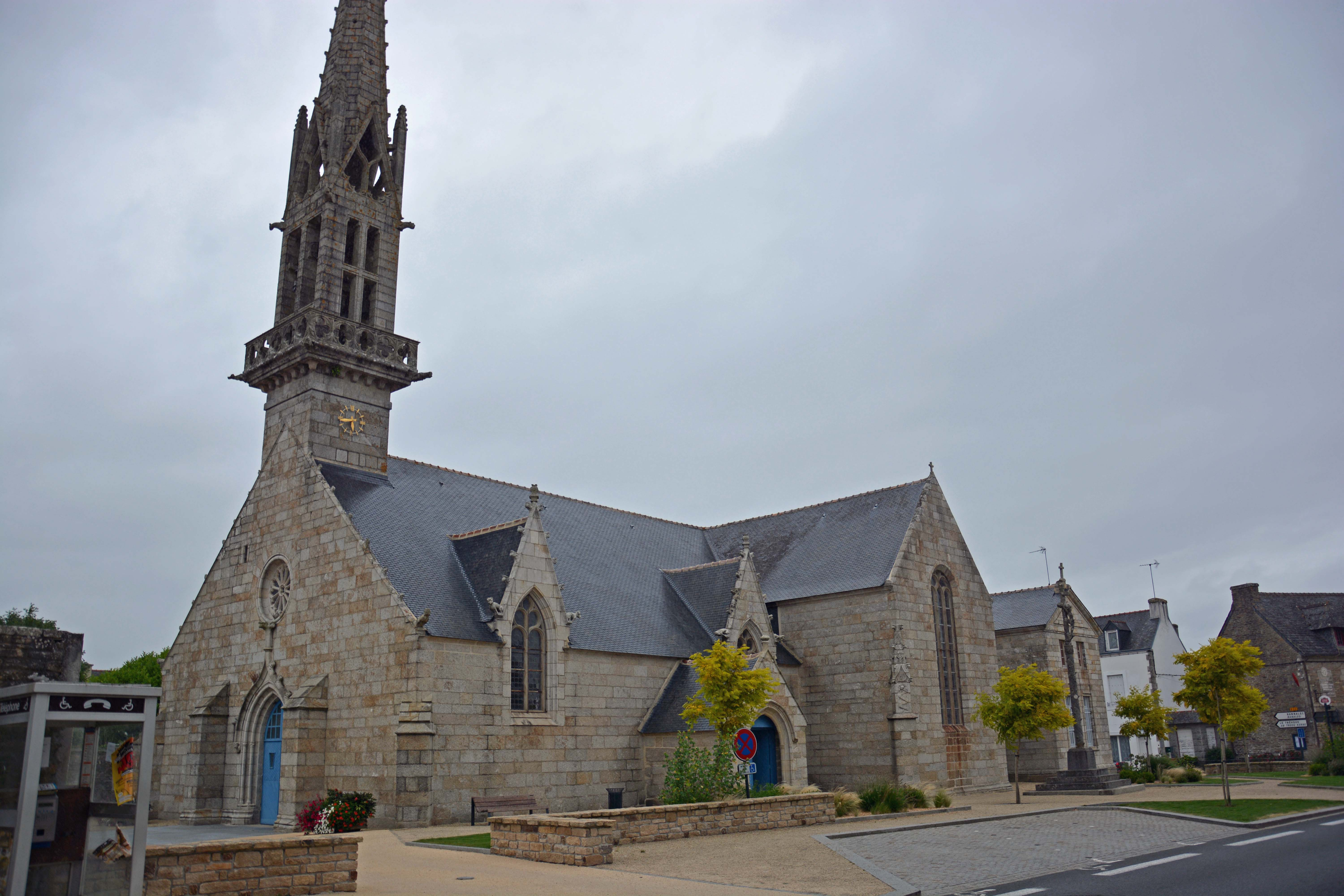
Kirche Saint-Pierre-Saint-Paul
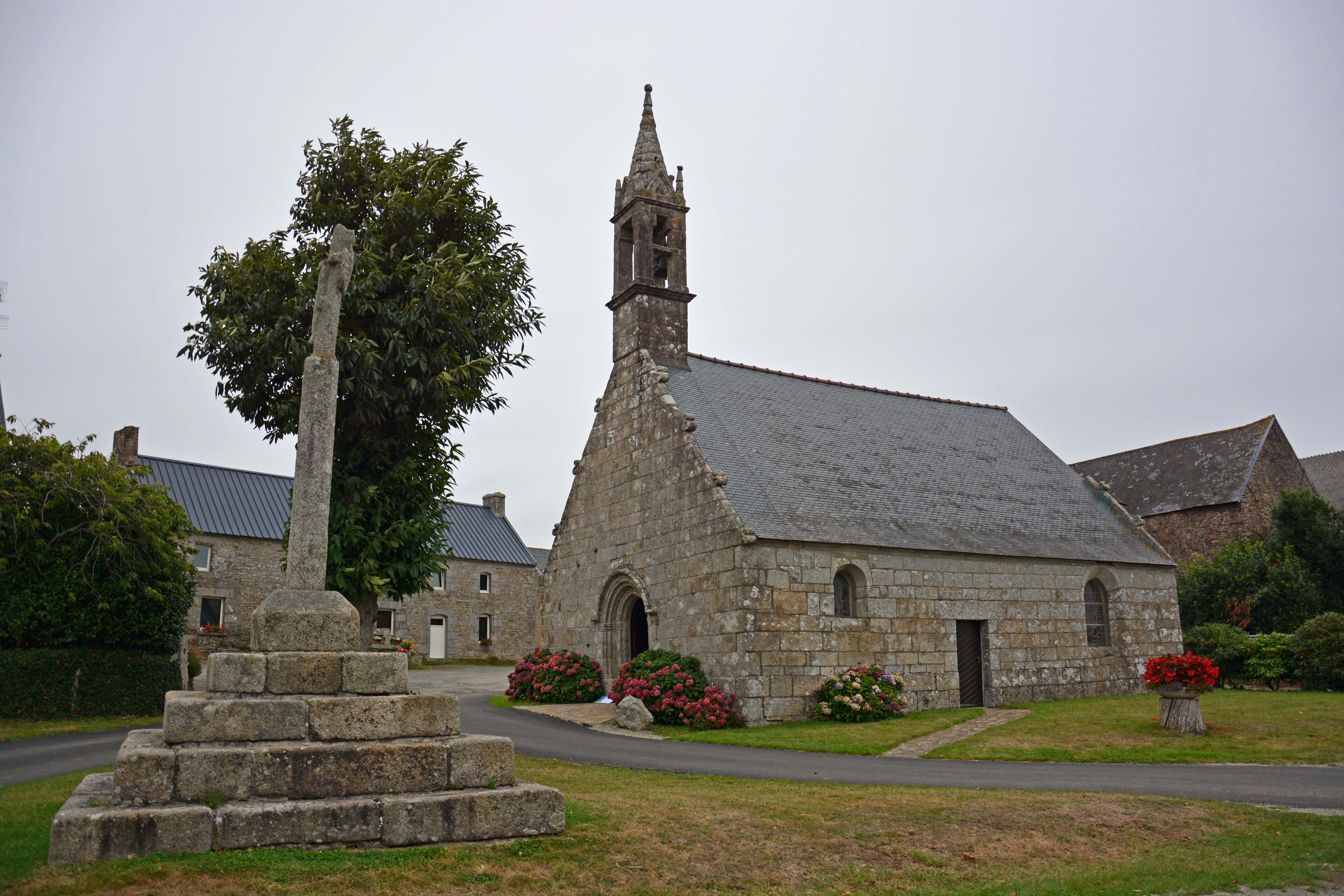
Kapelle Saint-Antoine

## Verkehr
Die nächste Abfahrt ist Pont-Aven/Melgven an der autobahnähnlich ausgebauten Schnellstraße E 60 (Nantes-Brest) und in Bannalec gibt es einen Regionalbahnhof an der überwiegend parallel verlaufenden Bahnlinie.
Bei Lorient und Brest befinden sich Regionalflughäfen.